# Fredszalaya
Fredszalaya — вимерлий рід всеїдних ссавців, що належить до ряду Sparassodonta. Він жив під час пізнього олігоцену, і його скам'янілі останки були виявлені в Південній Америці.

## Опис
Це була відносно невелика тварина порівняно з деякими своїми родичами, такими як Borhyaena. Його скам'янілості показують тварину розміром із сучасного шакала з великими корінними нередукованими зубами. Форма його п'ят вказує на те, що Fredszalaya вмів лазити по деревах, на відміну від Borhyaena. Його морда була досить короткою, а зуби досить міцними.

## Класифікація
Fredszalaya описана у 2008 році на основі скам'янілостей, знайдених у формації Десеадо в Болівії. Дослідження опису вказує на те, що рід був досить тісно пов'язаний з Borhyaena, головним чином на основі форми алісфеноїду. Однак досі неясно, чи мав Fredszalaya морфологію, подібну до Borhyaena. Fredszalaya був частиною Borhyaenidae, клади південноамериканських хижих спарассодонтів, можливо, близьких до «справжніх» сумчастих.

## Палеобіологія
Фредсалая, здається, була твариною, пристосованою до лазіння не менше, ніж для життя на землі, а зуби вказують на те, що тварина була всеїдною.